# Fernando Rees
Fernando Rees (São Paulo, 4 de janeiro de 1985) é um piloto brasileiro de automobilismo. Fez sua estreia internacional na Fórmula Renault Italiana em 2001, no Le Mans Series (corrida de resistência) em 2007 e recentemente competiu nos mais celebrados campeonatos de corridas internacionais.

## História

### 1990

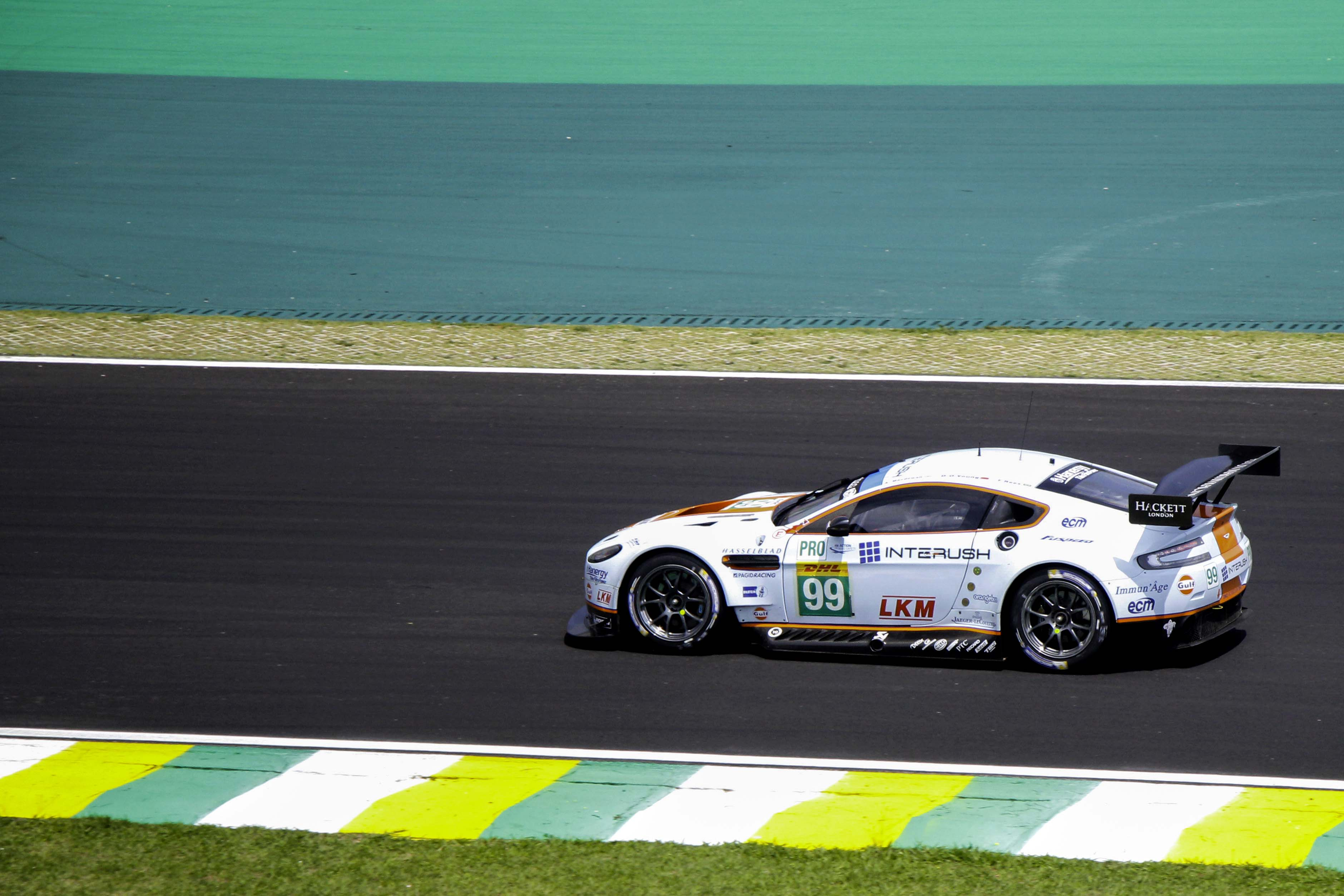
Le Mans Series: 6 Horas de São Paulo, que aconteceu no dia 30 de novembro de 2014. 99 Aston Martin Racing Aston Martin Vantage V8, pilotos Fernando Rees, Alex MacDowall e Darryl O'Young

Ele começou sua carreira correndo em kart em 1993, aos 8 anos. Disputou sua primeira prova de kart, no Kartódromo de Interlagos.

### 2001 – 2006
No final de 2003, foi submetido a um teste particular pela Mercedes-Benz no Circuito do Estoril em Portugal. A Mercedes-Benz organizou um teste de Fórmula 3 entre suas equipes oficiais de clientes da Fórmula 3 Euro Series. Apenas seis pilotos foram selecionados para participar do teste: Fernando Rees, Robert Kubica, Jamie Green, Bruno Spengler, Alexandre Premat e Adrian Sutil. No dia do teste, Fernando superou o tempo de conduzindo ASM Formule 3 Mercedes-Benz carro. Mais tarde, no mesmo ano, Ron Dennis escolheu a equipe ASM Mercedes-Benz para Lewis Hamilton para dirigir no próximo campeonato de Fórmula 3 Euro Series, e Fernando foi forçado a procurar outro lugar para competir.
Depois de quatro anos competindo nas principais categorias de monoplaza na Europa (2001-2005), e tendo provado ser ele mesmo dirigindo para a equipe de baixo orçamento Interwetten.com nas World Series by Renault durante a temporada 2005, Fernando foi premiado com um teste no renomado Sonho italiano Draco Racing no inverno do mesmo ano. Com mais de 30 pilotos na pista, incluindo o campeão da temporada de 2005 Robert Kubica, Rees liderou o campo na pista exigente de Valência, com mais de meio segundo intervalo para Pastor Maldonado, que emergiu em segundo lugar. O teste abriu novas portas para o piloto brasileiro, e 2006 foi um ano promissor.
Mas no início de 2006, no circuito italiano de Monza, foi infelizmente envolvido em um acidente durante um teste de Fórmula 3000 Internacional Masters, sob forte chuva, ele foi gravemente ferido. Teve duas vértebras quebradas, três vértebras comprimidas, um tornozelo quebrado e outras escoriações em ambas as pernas. Como consequência, esteve ausente das corridas automobilísticas por um período de 18 meses - dos quais 12 meses foram sob imobilização grave, e os 6 meses restantes com sessões de fisioterapia contínua.

### 2007 – 2010
Com a sua convalescença completa, fez a sua estreia esportiva no Le Mans Series evento de 2007, o Mil Milhas de Interlagos. Corrida para Larbre Compétition com um Aston Martin DBR9, juntamente com os pilotos Roland Berville, Gregor Fisken e Steve Zacchia, Teve uma clara vitória na classe GT1 após quase nove horas de corrida. Foi o regresso perfeito, e Fernando decidiu permanecer no Le Mans Series para a temporada seguinte.
Fernando fez sua estréia na classe LMP2 da Série Le Mans na segunda rodada do campeonato de 2008, em Monza. Voltando ao lugar de seu enorme acidente em 2006 pela primeira vez, Fernando teve um forte ritmo de corrida para a equipe Barazi-Epsilon ao lado de Juan Barazi motoristas e experientes Michael Vergers. Fernando Rees assumiu o comando de Juan Barazi para a segunda volta da corrida, e foi imediatamente rápido, registrando a volta mais rápida do carro no fim de semana de corrida. Um "sempre-melhorando" Fernando foi progressivamente mais rápido durante a temporada 2008 Le Mans Series, tornando-se reconhecido como o piloto mais rápido na equipe. Mas um "gato preto" cercou a equipe de Barazi-Epsilon durante a estação 2008. Com as posições iniciais entre a segunda e a quarta durante toda a temporada, problemas mecânicos (em Spa-Francorchamps) e acidentes de corrida (dois por Michael Vergers em Barcelona e Monza, e dois por Juan Barazi em Nurburgring e Silverstone) resultaram numa época frustrante com a O melhor resultado da equipe um oitavo lugar em Nurburgring. Os resultados claramente não representam o potencial da equipe.
Em 2009, assinou novamente com a equipe Barazi-Epsilon na classe LMP2 da série Le Mans. Para esta temporada, Barazi-Epsilon decidiu dirigir uma equipe de dois pilotos, com Rees e Juan Barazi. Mas logo após a segunda corrida do campeonato, em Spa-Francorchamps, a equipe anunciou sua aposentadoria do campeonato de Le Mans Série 2009 por causa de problemas financeiros. Fernando foi deixado sem uma equipe para correr para a temporada restante de 2009.
Em 2010, voltou ao Larbre Compétition na Le Mans Series, a mesma equipa com a qual venceu a ronda de Interlagos do campeonato em 2007 - na época, dirigindo um Aston Martin DBR9. Em 2010, depois de vencer no evento de abertura no Paul Ricard, no Algarve e Hungaroring, e um quarto lugar em Spa-Francorchamps, Larbre Compétition garantiu o Campeonato da Equipa com o Saleen S7-R na categoria GT1. Fernando passou a vencer a sua terceira corrida no campeonato de 2010 em Silverstone, no encerramento da temporada. Larbre Compétition também venceu a edição 2010 das prestigiadas 24 Horas de Le Mans.

## Simulador de Corrida
Fernando Rees foi nomeado uma lenda nos simuladores de corrida e tem sido por mais de uma década uma figura conhecida entre as comunidades Sim (simulated) racing.
Diz-se que a sua estreia em sim-racing online foi em 2001, na liga Little Formula Racing Series (LFRS) - em nível mais alto de corridas online para o simuladores de corridas de computador Grand Prix series e self-entitled o " World Championship " para simulador.
Esteve presente nas mais conhecidas ligas de corridas entre 2001 e 2006, provando ser competente em simuladores como o Grand Prix (Grand Prix 2, Grand Prix 3 e Grand Prix 4), NASCAR Racing Series (de Papyrus Racing Games), F1 Challenge '99 -'02 (pela EA Sports) e mais tarde na GTR FIA Racing (GTR, GTR2) e GTR Evolution.
Centenas de registros, voltas e resultados de corrida ainda estão on-line nos arquivos de diferentes ligas, e pode ser baixado e assistido usando os simuladores apropriados. Muitas das voltas de Rees ainda são celebradas na cena de sim-racing, especialmente na série Grand Prix e comunidades GTR2.
Em 2008, Rees poderia ser encontrado correndo em simuladores GTR2 e GTR: Evolution em vários servidores europeus. Ele realmente se juntou ao conhecido campeonato GTR2 da Gamers-Crib na sua 3ª temporada no primeiro semestre de 2008, correndo os eventos de Enna e Interlagos marcando duas pole position e uma vitória. Também competiu no Gamers-Crib's Seasons 4 e 5, marcando uma dúzia de pole position e vitórias. Na 5ª temporada, em sua estreia na Premier League, ele foi incontestavelmente o competidor mais rápido na Gamers-Crib, com 7 pole position em 8 corridas, mas não conseguiu vencer o campeonato após uma série de erros no jogo. Ele terminou em segundo lugar no campeonato.
Fernando era também um concorrente frequente nos servidores famosos de Pilsbierbude em GTR2, tendo marcado uma lista longa de registros de trilha e vitórias da raça.